# Noel Peyton
Pour les articles homonymes, voir Peyton.
Noel Peyton, né le 4 décembre 1935 à Dublin (Irlande) et mort 26 décembre 2023 à Leeds (Angleterre), est un footballeur international irlandais qui évolue au poste d'intérieur gauche. Il est six fois international irlandais alors qu'il joue aux Shamrock Rovers et à Leeds United.

## Carrière

### En club
Noel Peyton joue au poste d'intérieur. Originaire du quartier d'East Wall, il intègre les Shamrock Rovers en 1953 à l'âge de 17 ans. Très vite, il devient un joueur régulier de l'équipe menée par Paddy Coad. Il participe à la victoire en championnat d'Irlande lors de la saison 1953-1954. Après un deuxième titre de champion d'Irlande, il dispute la Coupe des clubs champions européens 1957-1958 dans la première équipe irlandaise disputant la compétition. Au premier tour, les Shamrock Rovers affrontent le Manchester United de Matt Busby. Ils perdent les deux rencontres 0-6 à Dublin et 2-3 à Manchester.
En janvier 1958, il est recruté par Leeds United pour un transfert de 5 000 £. Peyton reste cinq saison à Leeds. C'est une période où le club est relégué en deuxième division à la fin de la saison 1959-1960, puis lutte pour éviter la relégation en troisième division. C'est aussi la période où Don Revie prend l'équipe en main. Il y côtoie donc John Charles, Jack Charlton, Billy Bremner, Bobby Collins et Johnny Giles. Il y marque 20 buts en 117 rencontres. En juillet 1963, il signe à York City pour 4 000 £. Il y dispute 37 matchs de championnat pour 4 buts lors de la saison 1963-1964.

### En équipe nationale
Noel Peyton est sélectionné à six reprises en équipe de république d'Irlande de football. Sa première sélection a lieu le 25 novembre 1956 alors qu'il joue sous les couleurs des Shamrock Rovers. Il est âgé de 20 ans et dispute un match amical à Dalymount Park contre l'Allemagne de l'Ouest. Les Irlandais remportent la rencontre sur le score de 3 buts à 0.

## Palmarès
- Championnat d'Irlande
  - Champion en 1953-1954 et 1956-1957
- Coupe d'Irlande
  - Vainqueur en 1954-1955 et 1955-1956
- Shield
  - Vainqueur en 1955, 1956 et 1957
- Dublin City Cup
  - Vainqueur en 1957